# Régina
Régina ist eine französische Gemeinde im Übersee-Département Französisch-Guayana, das im Norden Südamerikas liegt.

## Geografie

Der Fluss Approuague in Régina

Mit einer Fläche von 12.130 km² (etwa so groß wie Tirol) ist Régina nach Maripasoula die flächenmäßig zweitgrößte Gemeinde Frankreichs. Davon gehören rund 950 km² an der Küste zu einem Sumpfgebiet, das als Naturschutzgebiet ausgewiesen ist. Ein weiteres Schutzgebiet mit einer Fläche von ca. 1000 km² befindet sich im Süden des Gemeindegebietes in den dicht bewaldeten östlichen Ausläufern des Guayanischen Berglandes. Der Fluss Approuague, bekannt wegen seiner zahlreichen Wasserfälle, durchfließt das Gemeindegebiet. Hier befindet sich die „Dschungelkampfschule“ (Centre d’entraînement à la forêt équatoriale, C. E. F. E.) der Légion étrangère, in der auch Spezialeinheiten anderer Staaten (z. B. KSK, Navy Seals) in einem Kurztraining ausgebildet werden.

## Bevölkerungsentwicklung
| Jahr                       | 1961 | 1967 | 1974 | 1982 | 1990 | 1999 | 2009 | 2017 |
| Einwohner                  | 642  | 430  | 366  | 499  | 528  | 765  | 826  | 876  |
| Quellen: Cassini und INSEE |      |      |      |      |      |      |      |      |